# هری همپتن (بازیکن فوتبال، زاده ۱۸۸۸)
هری همپتن (انگلیسی: Harry Hampton؛ ۱۸۸۸ – ۳ اوت ۱۹۴۶) بازیکن فوتبال اهل ایرلند بود.
از باشگاه‌هایی که در آن بازی کرده‌است می‌توان به باشگاه فوتبال برادفورد سیتی و باشگاه فوتبال داندی اشاره کرد.
وی همچنین در تیم ملی فوتبال ایرلند بازی کرده‌است.